# Anttilansaari (ö i Norra Karelen)
Anttilansaari är en ö i Finland. Den ligger i sjön Sysmäjärvi och i kommunen Outokumpu i den ekonomiska regionen  Joensuu ekonomiska region  och landskapet Norra Karelen, i den sydöstra delen av landet, 300 km nordost om huvudstaden Helsingfors. Öns area är 0,8 hektar och dess största längd är 120 meter i öst-västlig riktning.